# Era Istrefi
Era Istrefi (Pristina, 1994) és una cantant i compositora albanesa de Kosovo.
Nascuda i criada a Pristina, va aconseguir el reconeixement internacional amb el senzill revolucionari "BonBon", que va experimentar un èxit comercial a tot el món i va rebre diverses certificacions. Més tard va signar contractes amb les discogràfiques Sony Music i Ultra Music. El 2018, Istrefi va interpretar la cançó oficial de la Copa del Món de la FIFA 2018, al costat de Nicky Jam i Will Smith, a la cerimònia de clausura de la gran final a Moscou. La seva discografia inclou obres en albanès i anglès, entre d'altres "Shumë Pis", "Redrum", "Nuk E Di" i "Live It Up". Istrefi ha rebut diversos premis i nominacions, com ara l'European Border Breakers Award i el Top Music Award.